# لينا الطراونة
لينا نايل الطراونة (مواليد 2000) هي ناشطة بيئية أردنية تُقيم في قطر وهي تدرس في كلية الطب بجامعة قطر.

## مؤسسة المانجاروف الأخضر
خلال زيارة لينا مع عائلتها لجزيرة الخور (الجزيرة الأرجوانية)، توجهت أنظارها نحو الاهتمام بقضايا البيئة، خاصة المحافظة على أشجار القرم في الجزيرة. أسست لينا مؤسسة المانجروف الأخضر بالتعاون مع آخرين، يهدف مشروعها إلى الحفاظ على حماية المحيطات والبيئة البحرية بجانب أشجار المانجارف، وقد نال مشروعها ثناء الأمم المتحدة وجامعة هارفارد بجانب مؤسسات بارزة أخرى.
في 2017، حصل مشروع المانجروف الأخضر على منحة قدرها 15,000 دولار من برنامج منح فورد للمحافظة على البيئة.
كانت لينا من بين 26 ناشطًا مناخيًا شابًا من جميع أنحاء العالم تلقوا تكريمًا في مناظرات الدوحة (#SolvingIt26) ضمن مؤتمر شباب من أجل المناخ (Pre-COP26) في ميلانو، تمهيدًا لمؤتمر الأمم المتحدة السادس والعشرين للتغير المناخي في غلاسكو في نوفمبر 2021.

## وصلات خارجية
- المانجاروف الأخضر - الموقع الرسمي
- المانجاروف الأخضر - على إنستغرام